# Vlag van Saksen-Coburg en Gotha
Saksen-Coburg en Gotha, een van de Ernestijnse hertogdommen in het huidige Thüringen, heeft twee verschillende vlaggen gebruikt. De eerste vlag van het hertogdom was een groen-witte tweekleur. Deze bleef vanaf de oprichting van het dubbelhertogdom in 1826 tot 1911 in gebruik. Dezelfde vlag werd tegelijkertijd ook gebruikt in Saksen-Meiningen en Saksen-Altenburg. In 1911 nam de regering van Saksen-Coburg en Gotha een nieuwe vlag aan, die bestond uit vier  banen, met dezelfde groen-witte kleuren. Deze vlag bleef in gebruik tot de monarchie werd afgeschaft in 1918. Ook de vrijstaten Coburg en Gotha die uit het dubbelhertogdom ontstonden bleven de vlag gebruiken, totdat beide staten in 1920 werden opgenomen in respectievelijk Beieren en Thüringen.
| Vexillologisch symbool voor een civiele vlag en dienstvlag te land | Vexillologisch symbool voor een civiele vlag en dienstvlag te land |